# Sclerophrys
A  Sclerophrys a kétéltűek (Amphibia) osztályába, a békák (Anura) rendjébe és a varangyfélék (Bufonidae) családjába tartozó nem.

## Előfordulásuk
A nem fajai Afrikában és az Arab-félszigeten honosak.

## Rendszerezés
A nembe az alábbi fajok tartoznak:

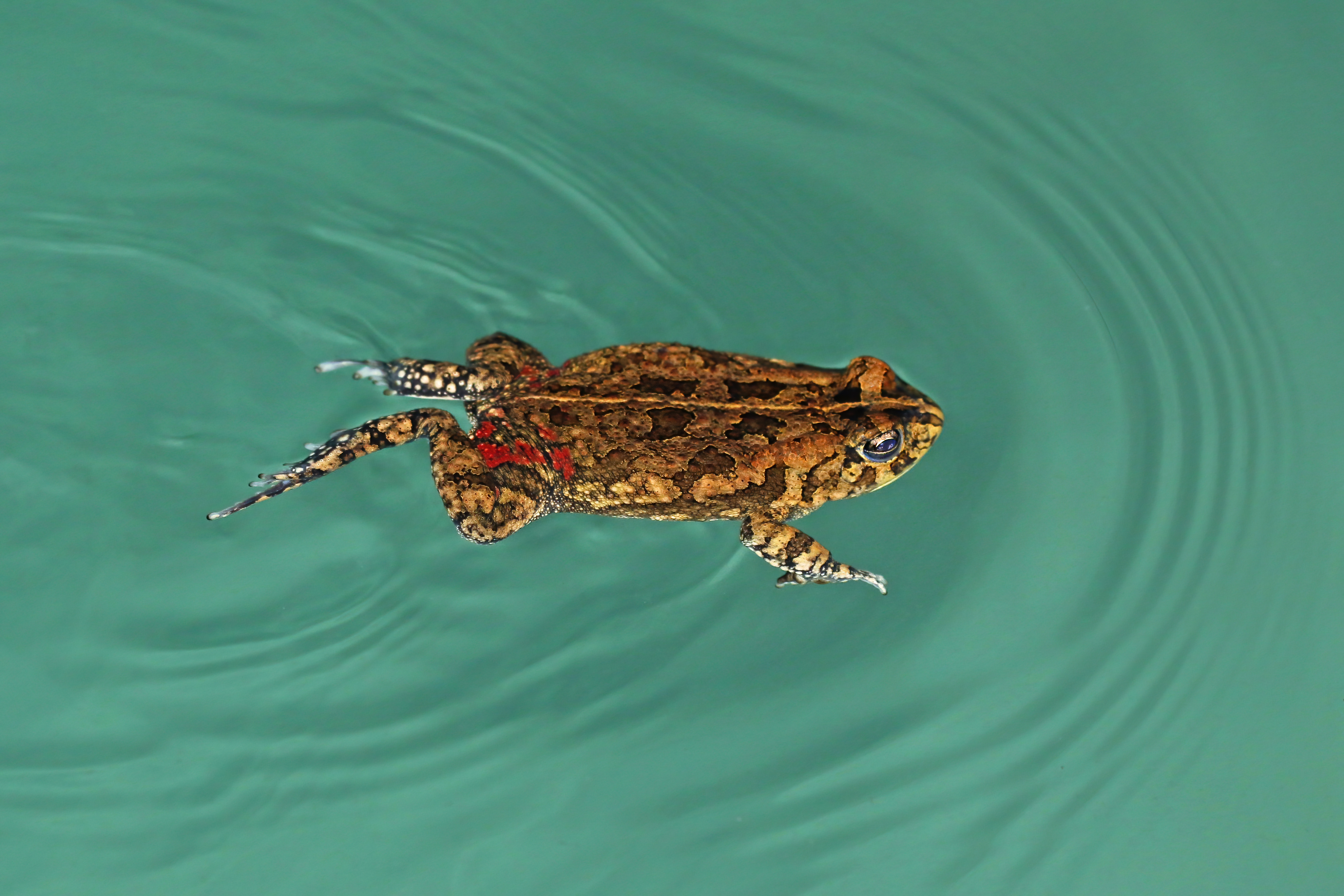
Sclerophrys gutturalis

- Sclerophrys arabica (Heyden, 1827)
- Sclerophrys asmarae (Tandy, Bogart, Largen & Feener, 1982)
- Sclerophrys blanfordii (Boulenger, 1882)
- Sclerophrys brauni (Nieden, 1911)
- Sclerophrys buchneri (Peters, 1882)
- Sclerophrys camerunensis (Parker, 1936)
- Sclerophrys capensis Tschudi, 1838
- Sclerophrys channingi (Barej, Schmitz, Menegon, Hillers, Hinkel, Böhme & Rödel, 2011)
- Sclerophrys chevalieri (Mocquard, 1908)
- Sclerophrys danielae (Perret, 1977)
- Sclerophrys djohongensis (Hulselmans, 1977)
- Sclerophrys dodsoni (Boulenger, 1895)
- Sclerophrys fuliginata (De Witte, 1932)
- Sclerophrys funerea (Bocage, 1866)
- Sclerophrys garmani (Meek, 1897)
- Sclerophrys gracilipes (Boulenger, 1899)
- Sclerophrys gutturalis (Power, 1927)
- Sclerophrys hadramautinus (Cherchi, 1963)
- Sclerophrys kassasii (Baha El Din, 1993)
- Sclerophrys kerinyagae (Keith, 1968)
- Sclerophrys kisoloensis (Loveridge, 1932)
- Sclerophrys langanoensis (Largen, Tandy & Tandy, 1978)
- Sclerophrys latifrons (Boulenger, 1900)
- Sclerophrys lemairii (Boulenger, 1901)
- Sclerophrys maculata (Hallowell, 1854)
- Sclerophrys mauritanica (Schlegel, 1841)
- Sclerophrys pantherina (Smith, 1828)
- Sclerophrys pardalis (Hewitt, 1935)
- Sclerophrys pentoni (Anderson, 1893)
- Sclerophrys perreti (Schiøtz, 1963)
- Sclerophrys poweri (Hewitt, 1935)
- Sclerophrys pusilla (Mertens, 1937)
- Sclerophrys reesi (Poynton, 1977)
- Sclerophrys regularis (Reuss, 1833)
- Sclerophrys steindachneri (Pfeffer, 1893)
- Sclerophrys superciliaris (Boulenger, 1888)
- Sclerophrys taiensis (Rödel & Ernst, 2000)
- Sclerophrys tihamica (Balletto & Cherchi, 1973)
- Sclerophrys togoensis (Ahl, 1924)
- Sclerophrys tuberosa (Günther, 1858)
- Sclerophrys turkanae (Tandy & Feener, 1985)
- Sclerophrys urunguensis (Loveridge, 1932)
- Sclerophrys villiersi (Angel, 1940)
- Sclerophrys vittata (Boulenger, 1906)
- Sclerophrys xeros (Tandy, Tandy, Keith & Duff-MacKay, 1976)